# IKVM.NET
IKVM.NET ist eine freie Implementierung von Java für das Mono-Projekt und das .NET Framework. IKVM ist freie Software unter der zlib-Lizenz.
Es enthält folgende Komponenten:
- Eine Java Virtual Machine implementiert in .NET
- Eine .NET-Implementierung der Java-Klassenbibliothek
- Werkzeuge für die Kompatibilität von Java und .NET

Mit IKVM ist es möglich, Java-Bytecode direkt im .NET Framework oder in Mono auszuführen. Der Bytecode wird „on-the-fly“ in die Common Intermediate Language konvertiert und ausgeführt.
Im Gegensatz zu J#, welches nur eine Java-Syntax für .NET ist, ist IKVM.NET ein komplettes Java-Framework auf .NET- beziehungsweise Mono-Basis.
Der Hauptentwickler war Jeroen Frijters. Er ist technischer Direktor von Sumatra Software mit Sitz in den Niederlanden. Am 21. April 2017 gab Frijters, mit der Begründung, dass er das Vertrauen in .NET und Java verloren habe, das Ende von IKVM.NET bekannt. Er hofft, dass es als Fork unter einem anderen Namen weiterentwickelt wird. 2018 hat Windward Studios einen Fork erstellt und entwickelt seitdem die Software unter gleichem Namen weiter.
Der Name "IKVM" ist ein Wortspiel zu "JVM", es wurden lediglich die zwei Buchstaben neben J verwendet.

## Status
Im Juni 2007 unterstützte IKVM.NET Java 1.6 komplett mit Ausnahme von Swing und AWT.